# Cenk Akyol
Cenk Akyol (nacido el 16 de abril de 1987 en Kadıköy, Estambul) es un jugador de baloncesto turco que pertenece a la plantilla del Sigortam.Net İTÜ de la liga turca. Con 1,98 metros de estatura, lo hace en la posición de alero.

## Trayectoria deportiva

### Liga turca
Akyol comenzó su carrera como profesional en el Efes Pilsen en 2003, con apenas 16 años. Esa primera temporada solo jugó 3 partidos con el primer equipo, promediando 2,0 puntos y 1,3 rebotes. En su segundo año en el equipo se integró ya definitivamente a la primera plantilla, participando en 11 partidos de la temporada regular y en 8 de play-offs, promediando 5,1 puntos y 1,7 rebotes, y consiguiendo ganar la liga derrotando al Beşiktaş en la final.
Jugó dos temporadas más en el equipo, hasta que en 2007 es cedido al Galatasaray, donde tampoco tiene una actuación destacada, promediando a lo largo de la temporada 4,0 puntos y 2,0 rebotes por partido, consiguiendo su mejor actuaxción ante el Türk Telekom en los cuartos de final de la liga, cuando anotó 15 puntos. Al año siguiente regresa al Efes Pilsen, donde juega una temporada.

### Liga italiana
En 2009 ficha por el Air Avellino de la liga italiana. Allí comienza de manera brillante, anotando 20 puntos en su debut ante Scavolini Pesaro, pero en el cuarto partido ante la Benetton Treviso se fractura su muñeca izquierda, permaneciendo de baja 40 días.
Tras perderse 6 jornadas de liga, acabó la temporada promediando 11,8 puntos y 2,6 rebotes por partido. En 2010 regresa de nuevo al Efes Pilsen, firmando por dos temporadas.

### NBA
Fue elegido en la quincuagésimo novena posición del Draft de la NBA de 2005 por Atlanta Hawks, pero no llegó a jugar en el equipo, regresando a su país.

### Selección nacional
Debutó con la selección de Turquía en el Eurobasket 2005. En 2006 participó en el Mundial de Japón y al año siguiente en el Eurobasket 2007 celebrado en Madrid, donde promedió 2 puntos y 2 rebotes en los 4 partidos que jugó.
Ya en 2010 formó parte del equipo que consiguió la medalla de plata en los Mundiales de Turquía, promediando 3,0 puntos y 0,8 rebotes por partido.